# Half Nelson (film, 2006)
Half Nelson je dramatický film režiséra Ryana Flecka z roku 2006. Scénáře se ujal Fleck a Anna Boden. Hlavní role hrají Ryan Gosling, Shareeka Epps a Anthony Mackie. Gosling byl za svůj výkon nominován na Oscara v kategorii nejlepší mužský herecký výkon v hlavní roli. Film měl premiéru na Filmovém festivalu Sundance. V kinech byl promítán od 11. srpna 2006.

## Obsazení
| Ryan Gosling            | Dan Dunne, a troubled history teacher |
| Shareeka Epps           | Drey, Danova třináctiletá studentka   |
| Anthony Mackie          | Frank, místní drogový dealer          |
| Monique Gabriela Curnen | Isabel, učitelka                      |
| Denis O'Hare            | Jimbo, učitel                         |
| Starla Benford          | ředitel Henderson                     |
| Nathan Corbett          | Terrance, student                     |
| Tyra Kwao-Vovo          | Stacy, studentka                      |
| Jeff Lima               | Roodly, student                       |
| Karen Chilton           | Karen, Drey matka                     |
| Deborah Rush            | Jo Dunne, Danova matka                |
| Jay O. Sanders          | Russ Dunne, Danův otec                |
| David Easton            | Jeff Dunne, Danův bratr               |
| Nicole Vicius           | Cindy, Jeffova přítělkyně             |
| Collins Pennie          | Mike, brat Drey                       |
| Tina Holmes             | Rachel, Danova bývalá přítelkyně      |
| Tristan Wilds           | Jamal, student                        |
| Erica Rivera            | Erika                                 |
| Bryce Silver            | Bernard                               |
| Kaela C. Pabon          | Lena                                  |
| Stephanie Bast          | Vanessa                               |
| Eleanor Hutchins        | Simone                                |
| Sebastian Sozzi         | Javier                                |
| Thaddeus Daniels        | Referee                               |
| Raymond Anthony Thomas  | Earle                                 |
| Ron Cephas Jones        | pan Dickson                           |
| Christopher Williamson  | Charles                               |
| Leslie Eva Glaser       | Rose                                  |
| Sharon Washington       | Suzanne                               |

## Přijetí

### Tržby
Film vydělal 2,7 milionů dolarů v Severní Americe a 2,2 milionů dolarů v ostatních oblastech, celkově tak vydělal 4,9 milionů dolarů po celém světě. Rozpočet filmu činil 700 tisíc dolarů.

### Ocenění a nominace
| Ocenění                                           | Kategorie                                                                                    | Nominovaný                     | Výsledek  |
| ------------------------------------------------- | -------------------------------------------------------------------------------------------- | ------------------------------ | --------- |
| Americký filmový institut                         | film roku                                                                                    |                                | vítězství |
| Alliance of Women Film Journalists EDA Awards     | nejlepší výkon herce/herečky, který podporuje ženskou protagonistku nebo ženskou perspektivu | Ryan Gosling                   | nominace  |
| Alliance of Women Film Journalists EDA Awards     | objev roku                                                                                   | Shareeka Epps                  | nominace  |
| Alliance of Women Film Journalists EDA Awards     | nejlepší scénář napsaný ženou                                                                | Anna Boden                     | vítězství |
| Awards Circuit Community Awards                   | nejlepší mužský herecký výkon v hlavní roli                                                  | Ryan Gosling                   | nominace  |
| Awards Circuit Community Awards                   | nejlepší scénář                                                                              | Anna Boden                     | nominace  |
| Black Reel Awards                                 | nejlepší ženský herecký výkon ve vedlejší roli                                               | Shareeka Epps                  | nominace  |
| Black Reel Awards                                 | objev roku                                                                                   | Shareeka Epps                  | nominace  |
| Boston Society of Film Critics Awards             | nejlepší ženský herecký výkon ve vedlejší roli                                               | Shareeka Epps                  | vítězství |
| Boston Society of Film Critics Awards             | nejlepší mužský herecký výkon v hlavní roli                                                  | Ryan Gosling                   | nominace  |
| Boston Society of Film Critics Awards             | nejlepší nový filmař                                                                         | Ryan Fleck                     | vítězství |
| Casting Society of America Awards                 | nejlepší casting (nezávislý film)                                                            | Eyde Belasco                   | vítězství |
| Critic's Choice Movie Awards                      | nejlepší mužský herecký výkon v hlavní roli                                                  | Ryan Gosling                   | nominace  |
| Critic's Choice Movie Awards                      | nejlepší mladý herec/mladá herečka                                                           | Shareeka Epps                  | nominace  |
| Dallas-Fort Worth Film Critics Association Awards | nejlepší mužský herecký výkon v hlavní roli                                                  | Ryan Gosling                   | nominace  |
| Dallas-Fort Worth Film Critics Association Awards | Ocenění Russella Smitha                                                                      | Ryan Fleck                     | vítězství |
| Filmový festival Sundance                         | cena poroty                                                                                  | Ryan Fleck                     | nominace  |
| Filmový festival ve Stockholmu                    | nejlepší mužský herecký výkon v hlavní roli                                                  | Ryan Gosling                   | vítězství |
| Filmový festival ve Philadelphii                  | nejlepší režie                                                                               | Ryan Fleck                     | vítězství |
| Filmový festival Nantucket                        | nejlepší scénář                                                                              | Ryan Fleck a Anna BOden        | vítězství |
| Gold Derby Awards                                 | nejlepší mužský herecký výkon v hlavní roli                                                  | Ryan Gosling                   | nominace  |
| Gotham Awards                                     | nejlepší film                                                                                |                                | vítězství |
| Gotham Awards                                     | objev roku – režie                                                                           | Ryan Fleck                     | vítězství |
| Gotham Awards                                     | objev roku – herec/herečka                                                                   | Shareeka Epps                  | vítězství |
| Independent Spirit Awards                         | nejlepší film                                                                                | Shareeka Epps                  | nominace  |
| Independent Spirit Awards                         | nejlepší režie                                                                               | Ryan Fleck                     | nominace  |
| Independent Spirit Awards                         | nejlepší první scénář                                                                        | Ryan Fleck a Anna Boden        | nominace  |
| Independent Spirit Awards                         | nejlepší mužský herecký výkon v hlavní roli                                                  | Ryan Gosling                   | vítězství |
| Independent Spirit Awards                         | nejlepší ženský herecký výkon v hlavní roli                                                  | Shareeka Epps                  | vítězství |
| Independent Spirit Awards                         | nejlepší producent                                                                           | Alex Orlovsky a Jamie Patricof | nominace  |
| Chicago Film Critics Association Awards           | nejlepší mužský herecký výkon v hlavní roli                                                  | Ryan Gosling                   | nominace  |
| Chicago Film Critics Association Awards           | nejslibnější herec/herečka                                                                   | Shareeka Epps                  | nominace  |
| Chlotrudis Awards                                 | nejlepší film                                                                                |                                | nominace  |
| Chlotrudis Awards                                 | nejlepší mužský herecký výkon v hlavní roli                                                  | Ryan Gosling                   | nominace  |
| Chlotrudis Awards                                 | nejlepší ženský herecký výkon v hlavní roli                                                  | Shareeka Epps                  | nominace  |
| Mezinárodní filmový festival v Seattlu            | nejlepší mužský herecký výkon v hlavní roli                                                  | Ryan Gosling                   | vítězství |
| Mezinárodní filmový festival v San Franciscu      | nejlepší film                                                                                |                                | vítězství |
| National Board of Review                          | nejlepší nezávislý film                                                                      |                                | vítězství |
| National Board of Review                          | objev roku – muž                                                                             | Ryan Gosling                   | vítězství |
| National Society of Film Critics Awards           | nejlepší mužský herecký výkon v hlavní roli                                                  | Ryan Gosling                   | nominace  |
| National Society of Film Critics Awards           | nejlepší ženský herecký výkon ve vedlejší roli                                               | Shareeka Epps                  | nominace  |
| New York Film Critics Circle Awards               | nejlepší první film                                                                          |                                | vítězství |
| New York Film Critics Circle Awards               | nejlepší mužský herecký výkon v hlavní roli                                                  | Ryan Gosling                   | nominace  |
| New York Film Critics Circle Awards               | nejlepší ženský herecký výkon ve vedlejší roli                                               | Shareeka Epps                  | nominace  |
| Oklahoma Film Critics Circle Awards               | nejlepších deset filmů roku 2006                                                             |                                | vítězství |
| Online Film & Television Association Awards       | nejlepší první film                                                                          | Ryan Fleck                     | nominace  |
| Online Film & Television Association Awards       | nejlepší mužský herecký výkon v hlavní roli                                                  | Ryan Gosling                   | nominace  |
| Online Film & Television Association Awards       | nejlepší herecký výkon mladého herce/mladé herečky                                           | Shareeka Epps                  | nominace  |
| Online Film Critics Society Awards                | nejlepší mužský herecký výkon v hlavní roli                                                  | Ryan Gosling                   | nominace  |
| Online Film Critics Society Awards                | objev roku – filmař                                                                          | Ryan Fleck                     | nominace  |
| Online Film Critics Society Awards                | objev roku – herec/herečka                                                                   | Shareeka Epps                  | nominace  |
| Oscar                                             | nejlepší mužský herecký výkon v hlavní roli                                                  | Ryan Gosling                   | nominace  |
| Satellite Awards                                  | nejlepší film (drama)                                                                        |                                | nominace  |
| Satellite Awards                                  | nejlepší mužský herecký výkon v hlavní roli (drama)                                          | Ryan Gosling                   | nominace  |
| Screen Actors Guild Awards                        | nejlepší mužský herecký výkon v hlavní roli                                                  | Ryan Gosling                   | nominace  |
| St. Louis Film Critics Association Awards         | nejlepší mužský herecký výkon v hlavní roli                                                  | Ryan Gosling                   | nominace  |
| St. Louis Film Critics Association Awards         | nejlepší ženský herecký výkon ve vedlejší roli                                               | Shareeka Epps                  | nominace  |
| Toronto Film Critics Association Awards           | nejlepší mužský herecký výkon v hlavní roli                                                  | Ryan Gosling                   | nominace  |
| Utah Film Critics Association Awards              | nejlepší ženský herecký výkon v hlavní roli                                                  | Shareeka Epps                  | nominace  |
| Vancouver Film Critics Circle Awards              | nejlepší mužský herecký výkon v hlavní roli                                                  | Ryan Gosling                   | nominace  |